# Atelomycteridae
Atelomycteridae is een familie van grondhaaien. Het is een herschikking van een aantal geslachten die tot voor kort werden gerekend onder de kathaaien.

## Lijst van geslachten
- Atelomycterus Garman, 1913
- Aulohalaelurus Fowler, 1934
- Schroederichthys Springer, 1966

Atelomycteridae · Dichichthyidae · Gladde haaien (Triakidae) · Hamerhaaien (Sphyrnidae) · Kathaaien (Scyliorhinidae) · Pentanchidae · Requiemhaaien (Carcharhinidae) · Rugvinkathaaien (Proscylliidae) · Tijgerhaaien (Galeocerdonidae) · Valse kathaaien (Pseudotriakidae) · Voeldraadhondshaaien (Leptochariidae) · Wezelhaaien (Hemigaleidae)